# Viliútxinsk
Viliútxinsk (rus: Вилю́чинск) és una ciutat tancada de Rússia Es troba al krai de Kamtxatka, a la badia d'Avatxa, a 19 km (54 km per carretera) de Petropàvlovsk-Kamtxatski.

## Història
Es creà el 1938 com una base de submarins a l'abadia d'Avatxa. El 1959 la decisió de Nikita Khrusxov de llançar la quarta expedició hidrogràfica soviètica al Pacífic feu que la vila es desenvolupés. Un decret del Soviet Suprem de la República de Rússia fundà la vila finalment de Viliútxinsk el 16 d'octubre del 1968 fusionant les viles de Ribatxi, una base de submarins nuclears, Primorski, una base de la flota del Pacífic i Seldevaia, una cantera naval.
Fins al 1970 la ciutat s'anomenava Soviet, després Primorski, i el 4 de gener del 1994 fou reanomenada Viliútxinsk, a partir del nom d'un volcà proper.